# Rewrite (visual novel)
Pour les articles homonymes, voir rewrite.
Rewrite (リライト, Riraito) est un visual novel japonais développé par Key, qui est sorti le 28 avril 2011 sous la forme d'un DVD utilisable sous Windows. Rewrite est le neuvième jeu de Key, qui a déjà sorti des visual novels célèbres comme Kanon, Air ou Clannad. Le jeu permet de choisir entre différents scénarios prédéterminés contenant des interactions, et met l'accent sur l'attirance pour les principaux personnages féminins du jeu. Comme l'indique le titre, le thème principal du jeu est la réécriture (rewrite en anglais) ; le scénario se déroule dans un lycée. Le logo du jeu contient une roue dentée ornée des kanji représentant les signes du zodiaque japonais.
Le visual novel est adapté à plusieurs reprises en manga, light novel ou encore anime.

## Système de jeu
Le gameplay de Rewrite demande peu d'interaction avec le joueur, qui passe la plupart du jeu à lire les textes apparaissant à l'écran, qui représentent soit des dialogues soit les pensées du héros. De temps en temps, le joueur arrive à un point où il doit faire un choix entre plusieurs options. Le temps entre deux de ces points peut varier d'une minute à beaucoup plus longtemps. Le jeu se met en pause sur ces points, et selon le choix du joueur, le scénario s'oriente dans une direction spécifique. Il y a cinq scénarios principaux, chacun correspondant à l'une des héroïnes du jeu. Pour voir les cinq scénarios, le joueur doit recommencer le jeu plusieurs fois en prenant des décisions différentes.

## Contenu du jeu

### Scénario
L'histoire de Rewrite se déroule dans la ville fictive de Kazamatsuri (風祭市, Kazamatsuri-shi) ; à la suite d'une reforestation intensive, la ville est envahie par les arbres et les fleurs. Cependant, alors que la plupart des quartiers de la ville ressemblent à la campagne, on y trouve aussi des éléments typiquement urbains. Bien qu'elle soit située dans un contexte moderne, la ville inspire la nostalgie. L'essentiel du scénario se déroule dans un lycée. La première moitié voit les personnages interagir dans des scènes joyeuses du quotidien. Cependant, la seconde moitié est plus sérieuse, riche en émotions, et apporte une touche de mystère à l'histoire.

### Personnages
- Kotarou Tennouji (天王寺 瑚太朗, Tennōji Kotarō?)

Voix japonaise : Masakazu Morita
Le héros de Rewrite, un lycéen au caractère frivole et arrogant. Bien qu'il ne s'en rende pas vraiment compte lui-même, il a tendance à se mêler des affaires des autres, ce qui lui occasionne souvent des incidents.
- Kotori Kanbe (神戸 小鳥, Kanbe Kotori?)

Voix japonaise : Chiwa Saitō
La première héroïne de Rewrite, elle va au même lycée que Kotarou. Elle est douée en jardinage et peut sentir les choses surnaturelles. Elle a une forte personnalité. C'est l'amie d'enfance de Kotarou, mais elle n'a pas beaucoup d'autres amis.
- Chihaya Ohtori (鳳 ちはや, Ōtori Chihaya?)

Voix japonaise : Saya Shinomiya
C'est une élève qui vient d'arriver dans le lycée de Kotarou. Elle est maladroite et a du mal à montrer franchement ses sentiments. Elle a vécu une vie cloîtrée autrefois, si bien qu'elle connaît mal le monde extérieur. Elle se dispute tout le temps avec Kotarou.
- Akane Senri (千里 朱音, Senri Akane?)

Voix japonaise : Eri Kitamura
Akane est une élève dans la classe au-dessus de celle de Kotarou. Elle préside le club de recherches occultes, et elle est appelée « la sorcière de l'école » à cause de son air mystérieux. Bien qu'elle semble plus arrogante que Kotarou à première vue, sa personnalité a un autre aspect, plus sincère envers sa famille et ses amis proches.
- Sizuru Nakatsu (中津 静流, Nakatsu Shizuru?)

Voix japonaise : Keiko Suzuki
C'est une jeune fille timide qui est membre du comité de morale publique du lycée. Elle a un an de moins que Kotarou. Elle a les yeux vairons, son œil gauche est bleu et son œil droit est doré ; mais cela ne se voit pas car elle a un bandeau sur l'œil droit. Elle parle peu mais a une palette d'expressions faciales très variées, et cela permet à Kotarou, avec ses gestes et son comportement, de discuter avec elle.
- Lucia Konohana (此花 ルチア, Konohana Ruchia?)

Voix japonaise : Rika Asaki
Lucia est la déléguée de classe de Kotarou. Elle a un sens aigu de la responsabilité et de la justice. C'est une jeune fille forte et persévérante, qui est souvent impliquée dans les problèmes de Kotarou quand il dépasse les limites.
- Haruhiko Yoshino (吉野 晴彦, Yoshino Haruhiko?)

Voix japonaise : Jun'ichi Yanagida
C'est un « chien fou » délinquant autoproclamé. En réalité, il ne cause que peu de problèmes aux gens, même si c'est un jeune homme dur.
- Sakuya Ohtori (鳳 咲夜, Ōtori  Sakuya?)

Voix japonaise : Katsuyuki Konishi
Sakuya est un élève de troisième année au lycée de Kotarou. Il veille sur Chihaya comme un gardien. Bien qu'il porte le même nom de famille, il n'est pas de sa famille. Bien que Sakuya soit généralement un jeune homme sociable, il est froid envers Kotarou et aime se moquer de lui. Il porte des lunettes.
- Touka Nishikujou (西九条 灯花, Nishikujō Tōka?)

Voix japonaise : Ryouko Tanaka
C'est une nouvelle enseignante du lycée de Kotarou, qui sourit toujours et est très gentille. Bien qu'elle n'enseigne pas à la classe de Kotarou, elle parle souvent à Kotarou et aux autres personnages dans les couloirs. Elle connaît Sizuru depuis longtemps. C'est une enseignante populaire auprès des élèves.

## Développement et sorties

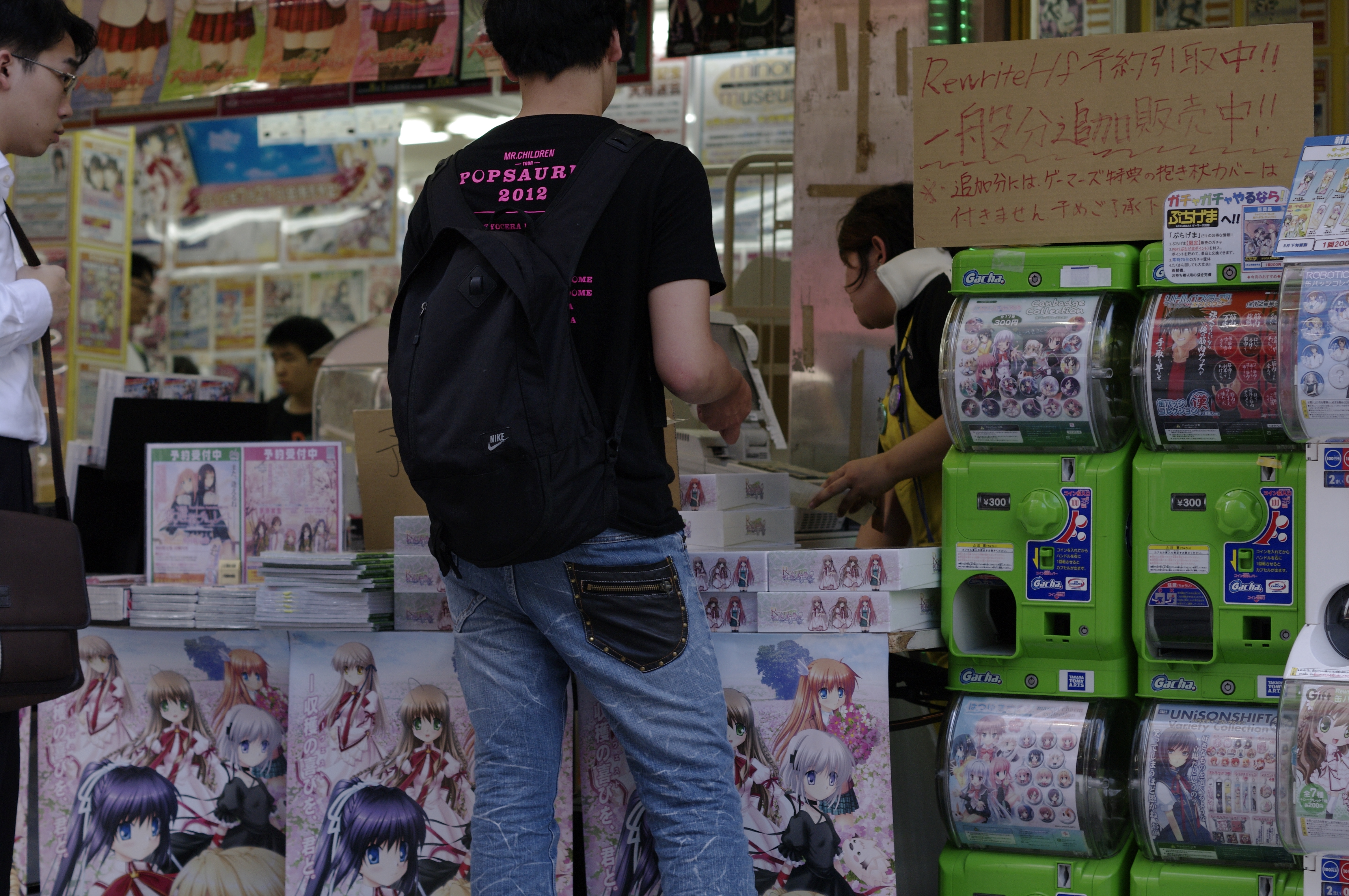
Photographie d'un magasin à Akihabara le jour de la sortie du jeu.

Itaru Hinoue, qui ne travaille généralement que sur les graphismes et les personnages des jeux de Key, a dirigé la planification du projet Rewrite. Pendant le développement de Tomoyo After: It's a Wonderful Life, Itaru Hinoue avait plus de temps libre car elle aidait seulement Fumio pour la création des personnages,, ce qui lui a permis de réfléchir à l'idée initiale de Rewrite. Alors que Key employait en même temps Itaru Hinoue et Na-Ga comme codirecteurs artistiques pour Little Busters!, Key a repris Itaru Hinoue comme seule directrice artistique et créatrice de personnages comme c'était le cas pour ses trois premiers jeux, Kanon, Air et Clannad,,. Cependant, Na-Ga a assisté Itaru Hinoue dans la création des graphismes, ainsi que Shinory, Mochisuke et Minimo Tayam. Les décors ont été réalisés par Torino, qui a également travaillé sur les trois premiers jeux de Key. Rewrite est le premier visual novel de Key à utiliser le format d'image 16:9, les précédents étant tous en format 4:3. Rewrite est aussi le premier jeu développé avec le moteur de jeu Siglus de Key. Les uniformes des héroïnes de Rewrite sont des créations d'Itaru Hinoue qui les a utilisés auparavant dans des dōjinshi.
Pour écrire le scénario, Key a employé Ryūkishi07 de 07th Expansion, les créateurs des jeux Higurashi no Naku Koro ni et Umineko no Naku Koro ni, et Romeo Tanaka qui est le scénariste de Yume Miru Kusuri et Cross Channel. Un autre scénariste de Rewrite, Yūto Tonokawa, avait déjà travaillé pour Key sur Little Busters !,. Itaru Hinoue a proposé à Romeo Tanaka de travailler sur le scénario de Rewrite après avoir vu et beaucoup apprécié son jeu Cross Channel ; il a écrit tout le cadre du scénario de Rewrite. Le président de VisualArt's avait suggéré à Key à l'automne 2007 d'engager Ryūkishi07 pour travailler sur le scénario de Rewrite. La musique du jeu a été composée par les compositeurs phares de Key, Jun Maeda et Shinji Orito. Jun Maeda s'est également occupé du contrôle qualité du jeu.
Une démo de Rewrite est sortie avec l'édition limitée du huitième jeu de Key, Kud Wafter, le 25 juin 2010. Un programme de test nommé Chihaya Rolling est disponible gratuitement en téléchargement sur le site de Key depuis le 20 août 2010. Le programme, qui fait également partie de la démo, montre Chihaya qui roule le long d'une pente en frappant des rochers et le chien de Kotori, Chibi-Moth. Le but du programme est de vérifier que l'ordinateur est capable de faire tourner Rewrite et les futurs jeux utilisant le moteur de jeu Siglus. Si le score final est D ou supérieur, Rewrite tournera sans problème sur l'ordinateur. Si le score est E, le jeu tournera à peu près normalement mais il y aura quelques erreurs. Au-dessous de ce score, il sera difficile, voire impossible, de faire tourner le jeu. La sortie de Rewrite est prévue pour le 28 avril 2011 sous forme d'une édition limitée.
Le générique de début de Rewrite est Philosophyz et l'un des génériques de fin est Yami no Kanata e (闇の彼方へ, « Au-delà des ténèbres) », les deux étant chantés par Runa Mizutani du groupe amateur NanosizeMir. Un single de Philosophyz est sorti le 28 janvier 2011 sous le label Key Sounds Label au Japon ; ce single contient des versions originales, courtes et instrumentales de Philosophyz et de Yami no Kanata e.

## Adaptations
Un manga adapté de Rewrite est publié depuis octobre 2010 dans le magazine Dengeki G's Magazine édité par ASCII Media Works. Bien que le manga soit sorti avant le visual novel, il suit la même histoire. Il est dessiné par Sakana Tōjō.
Une adaptation en anime, produite par le studio 8-Bit, est diffusée entre juillet et septembre 2016. Une seconde saison est diffusée depuis janvier 2017.